# All I See
"All I See" je pop-R&B pjesma australske pjevačice Kylie Minogue. Objavljena je kao singl s njenog desetog studijskog albuma, X, 11. ožujka 2008. godine u izdanju diskografske kuće Parlophone.

## O pjesmi
Pjesmu su napisali Jonas Jeberg, Mich Hedin Hansen, Edwin "Lil' Eddie" Serrano i producirali je Jeberg i Cutfather. Izdana je formatu za digitalno preuzimanje u Sjevernoj Americi 11. ožujka 2008. Pjesma je objavljena na američkim radijskim stanicama 15. travnja 2008. godine. Inačica koja uključuje repera Mimsa objavljena je na radijskim postajama i kao bonus pjesma na američkom izdanju albuma X. Pjesma sadrži umetak iz pjesme "Outstanding" koju je napisao Raymond Calhoun i izvodio glazbeni sastav The Gap Band.
Minogue je izvodila pjesmu na koncertnoj turneji KylieX2008, ali akustičnu inačicu, i to samo na nekim koncertima.

### Promocija
Da promovira singl i album u SAD-u, Minogue se pojavila u nekoliko televizijskih emisija. 31. ožujka 2008. godine pojavila se u NBC-jevom showu Today Show da je intervjuiše Matt Lauer. 1. travnja, Minogue je izvela "All I See" uživo u američkoj inačici emisije Ples sa zvijezdama. 7. travnja 2008., Minogue je pojavila i izvela pjesmu u emisiji The Ellen DeGeneres Show.

## Popis pjesama
SAD promotivni CD singl #1

(5099951495428; objavljen 2008.)
1. "All I See" - 3:04
2. "All I See" (Instrumental) - 3:04

SAD promotivni CD singl #2

(5099921376429; objavljen 2008)
1. "All I See" featuring Mims - 3:51
2. "All I See" - 3:04

Australsko izdanje za digitalno preuzimanje
1. "All I See" featuring Mims - 3:51
2. "All I See" (Albumska Verzija) - 3:04
3. "In My Arms" (Spitzer Dub) - 5:05

 Ostale službene inačice
1. "All I See" (Original Dub/MARK!'s Sleazy Club Redux dub) - 7:09
2. "All I See" (Original Extended Mix/MARK!'s Sleazy Club Redux Vocal) - 7:12
3. "All I See" (MARK!'s Latin House Radio Mix) - 3:15
4. "All I See" (MARK!'s Latin House Vocal) - 7:50
5. "All I See" (MARK!'s Latin House Dub) - 7:42
6. "All I See" (MARK!'s Deep House Radio Mix) - 3:22
7. "All I See" (MARK!'s Deep House Vocal) - 7:31
8. "All I See" (MARK!'s Deep House Dub) - 7:48

## Videospot
Promotivni spot za pjesmu snimljen je pod redateljskom palicom Williama Bakera, Minogueinog stilista. Snimljena je za tri sata, kad je Minogue bila na kratkom odmoru između etapa KylieX2008 turneje. Spot je crno-bijeli, prikazuje Minogue i i plesača Marca da Silvu kako plešu, a pozadina je bijela. Premijera spota bila je na Minogueinoj službenoj webstranici 18. travnja 2008. godine.

## Top ljestvice
| Top lista (2008)                  | Najviša pozicija |
| --------------------------------- | ---------------- |
| Kanada                            | 81               |
| Rumunjska                         | 92               |
| SAD Billboard Hot Dance Club Play | 3                |
| Australija (Airplay)              | 12               |

- "All I See" je ocijenjena kao 26. najslušanija pjesma u klubovima u SAD-u 2008. godine od Billboarda.[11]

## Povijest izdanja
| Država      | Datum             | Format             |
| ----------- | ----------------- | ------------------ |
| SAD         | 11. ožujka 2008.  | Digitalni download |
| SAD         | 15. travnja 2008. | Radijski airplay   |
| Australija  | 1. prosinca 2008. | Digitalni download |
| Novi Zeland | 1. prosinca 2008. | Digitalni download |